# 粉末酒
粉末酒（ふんまつしゅ）とは、酒類のエタノール成分をデキストリンその他の水溶性物質に内包することで保持し、水分を除去した粉末状の酒である。水に溶解することでアルコール飲料となる。日本の佐藤食品工業が製法を開発した。
アメリカでは2014年にアリゾナ州に本拠地をかまえるリップスマーク社が、アメリカ財務省下のアルコール・タバコ税貿易局の認可を得て「パルコール」という粉末アルコールの販売に着手している。

## 税法

### 日本
規定量の水に溶解した場合のアルコール度数、規定が困難な場合は粉末酒の重量に0.73（1キログラム当たりのリットル数）を乗じた値によって酒税が適用される（酒税法施行令第十八条の二）。

## 応用
非常食、調味料、微アルコール性の嗜好飲料として利用される。食品以外の用途では、酒風呂の入浴剤として市販されている。